# أتينولف الثاني من جيتا
أتينولف الثاني (توفي أكتوبر 1064) كان دوق جيتا لسنتين (1062-1064) تحت وصاية والدته ماريا. نجل وخليفة أتينولف الأول، الذي كان قد أجبر على الاعتراف بسيادة ريتشارد الأول من كابوا وابنه جوردان 1058.